# Anthony Havelock-Allan
Pour les articles homonymes, voir Havelock et Allan.
Anthony Havelock-Allan (28 février 1904 à Darlington (Royaume-Uni) – 11 janvier 2003 à Londres), 4e baronnet, est un producteur, scénariste et réalisateur britannique.

## Filmographie

### comme producteur
- 1935 : Ticket of Leave
- 1935 : Gentlemen's Agreement
- 1935 : The Price of Wisdom
- 1935 : Key to Harmony
- 1935 : The Village Squire
- 1935 : School for Stars
- 1935 : Once a Thief
- 1935 : Jubilee Window
- 1935 : The Mad Hatters
- 1935 : Cross Currents
- 1935 : Lucky Days
- 1935 : Checkmate
- 1935 : Expert's Opinion
- 1936 : The Scarab Murder Case
- 1936 : House Broken
- 1936 : The Belles of St. Clements
- 1936 : The Secret Voice
- 1936 : Love at Sea
- 1936 : Wednesday's Luck
- 1936 : Two on a Doorstep
- 1936 : Pay Box Adventure
- 1936 : Murder by Rope
- 1936 : Grand Finale
- 1936 : Show Flat
- 1937 : Missing, Believed Married
- 1937 : The Last Curtain
- 1937 : Lancashire Luck
- 1937 : Holiday's End
- 1937 : Cross My Heart
- 1937 : The Cavalier of the Streets
- 1937 : Museum Mystery
- 1937 : The Fatal Hour
- 1937 : Night Ride
- 1937 : Mr. Smith Carries On
- 1938 : This Man Is News
- 1938 : A Spot of Bother
- 1938 : Lightning Conductor
- 1938 : Incident in Shanghai
- 1939 : This Man in Paris
- 1939 : The Silent Battle
- 1940 : Lambeth walk ou ma gosse et moi (The Lambeth Walk)
- 1942 : Unpublished Story
- 1942 : Ceux qui servent en mer (In Which We Serve)
- 1945 : Brève Rencontre (Brief Encounter)
- 1946 : Les Grandes Espérances (Great Expectations)
- 1947 : Je cherche le criminel (Take My Life), de Ronald Neame
- 1948 : Heures d'angoisse (The Small Voice)
- 1948 : Blanche Fury
- 1948 : Oliver Twist
- 1949 : The Interrupted Journey
- 1950 : Shadow of the Eagle
- 1950 : Peppino e Violetta
- 1951 : The Small Miracle
- 1952 : Meet Me Tonight
- 1954 : Évasion (The Young Lovers)
- 1958 : Ordres d'exécution (Orders to Kill)
- 1962 : The Quare Fellow
- 1965 : Othello
- 1967 : The Mikado
- 1968 : Up the Junction
- 1968 : Roméo & Juliette (Romeo and Juliet)
- 1970 : La Fille de Ryan (Ryan's Daughter)

### comme scénariste
- 1963 : An Evening with the Royal Ballet
- 1944 : Heureux mortels (This Happy Breed)
- 1945 : Brève Rencontre (Brief Encounter)
- 1946 : Les Grandes Espérances (Great Expectations)

### comme réalisateur
- 1941 : From the Four Corners